# Scorpaena bergii
Scorpaena bergii är en fiskart som beskrevs av Barton Warren Evermann och Marsh, 1900. Scorpaena bergii ingår i släktet Scorpaena och familjen Scorpaenidae. Inga underarter finns listade i Catalogue of Life.